# Месимери (дем Солунски залив)
 Тази статия е за селото в Солунско.  За селото във Воденско вижте Месимер.  
Месимери (на гръцки: Μεσημέρι) е село в Република Гърция, дем Солунски залив, област Централна Македония с 1338 жители (2001).

## География
Селото е разположено на Халкидическия полуостров, на около 8 километра източно от източния бряг на Солунския залив и южно от град Солун.

## История

### В Османската империя
През 1715 година е издаден ферман за арестуване на 10 първенци от 9 села в Солунско, сред които и Месимер, заради противодействие срещу събирането на данъци.
Александър Синве („Les Grecs de l’Empire Ottoman. Etude Statistique et Ethnographique“) в 1878 година пише, че в Месмери (Mesméri), Касандрийска епархия, живеят 120 гърци. В 1900 година според Васил Кънчов („Македония. Етнография и статистика“) в Месимеръ живеят 120 гърци християни.
По данни на секретаря на Българската екзархия Димитър Мишев („La Macédoine et sa Population Chrétienne“) в 1905 година в Месимер (Messimer) има 150 жители гърци.

### В Гърция
В 1912 година по време на Балканската война в Месимери влизат гръцки части и след Междусъюзническата война в 1913 година остава в Гърция. В селото са заселени гърци бежанци. В 1928 година Месимери е бежанско селище с 85 бежански семейства и 361 жители бежанци.
| Име          | Име           | Ново име | Ново име | Описание                             |
| ------------ | ------------- | -------- | -------- | ------------------------------------ |
| Осман Тумбак | Όσμάν Τούμπακ | Ипсома   | Ύψωμα    | възвишение на ЮЗ от Месимери (126 m) |

## Личности
Родени в Месимери
- Георгиос Сипкас (Γεώργιος Σίπκας), гръцки андартски деец, агент от трети ред[8]